# Parsęta
Parsęta (dawniej Prośnica, niem. Persante) – rzeka Pobrzeży Południowobałtyckich, w północno-zachodniej Polsce, w woj. zachodniopomorskim, o długości 139 km.
Dorzecze Parsęty obejmuje obszar 3151 km².
Głównym dopływem rzeki (prawym) jest Radew, która uchodzi do Parsęty w Karlinie.

## Przebieg rzeki

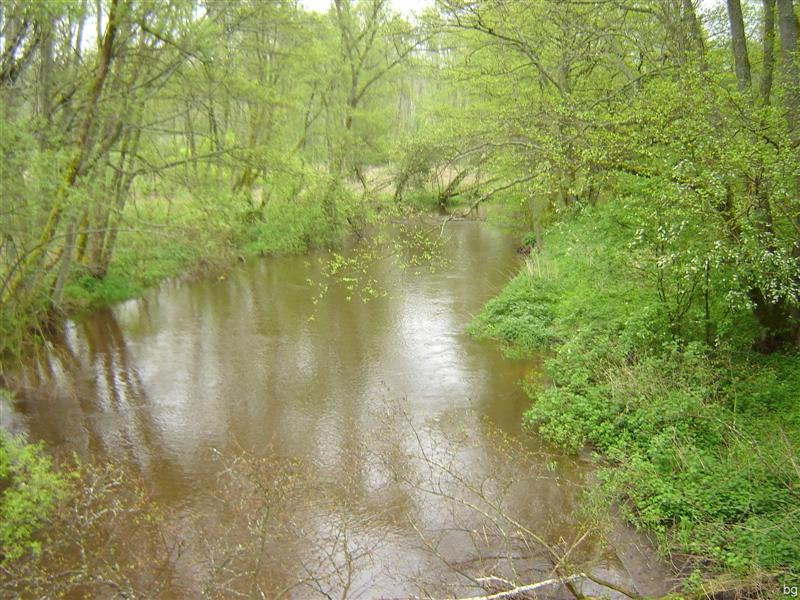
Parsęta z mostu pod Starym Dębnem

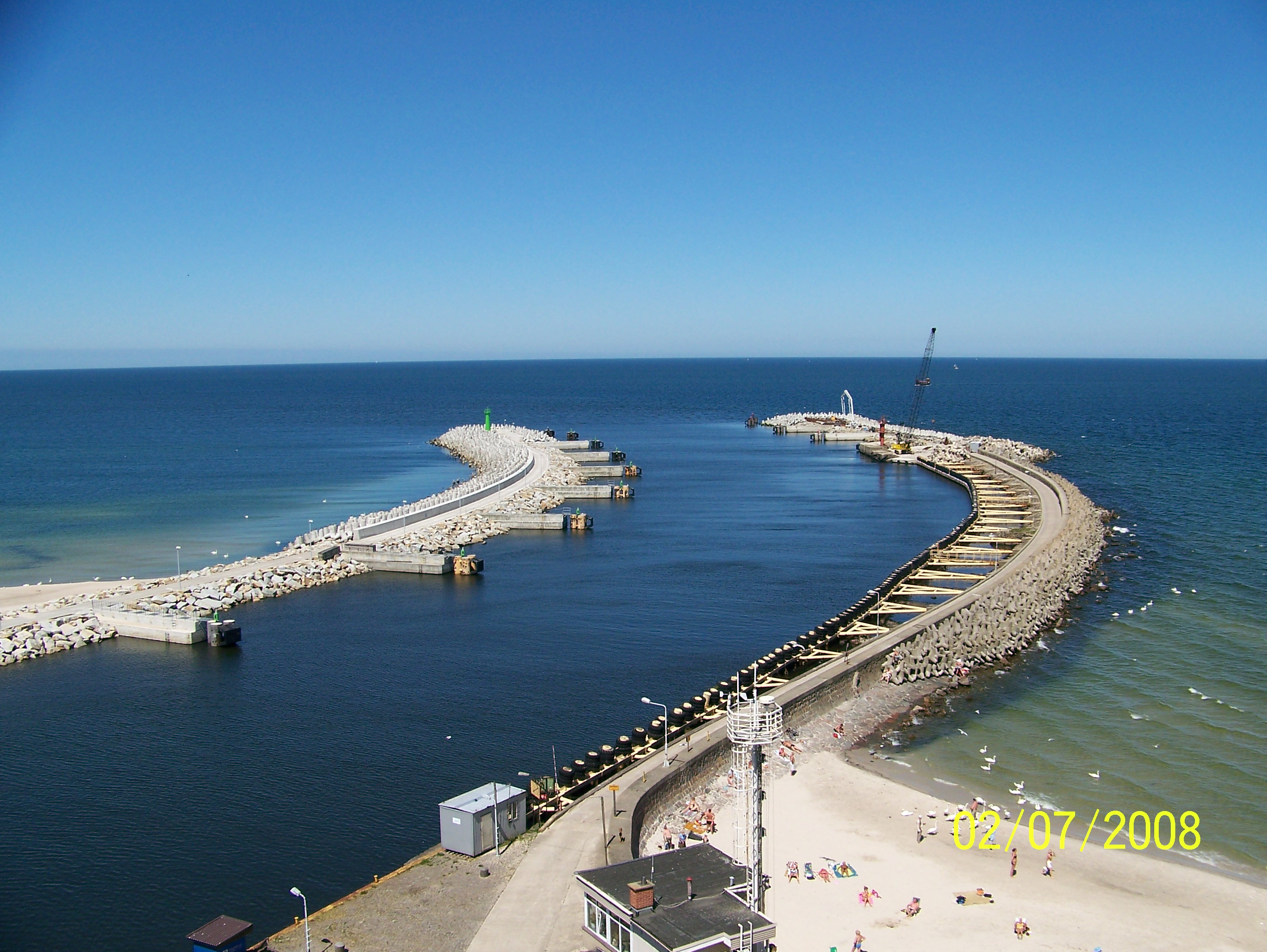
Ujście Parsęty do Bałtyku w Kołobrzegu

Parsęta wypływa z okolic Parsęcka na terenie Pojezierza Drawskiego, około 7 km na północny zachód od Szczecinka. Zasilana innymi rzekami oraz potokami spływającymi z pojezierza płynie w kierunku północno-zachodnim do Białogardu. Tam wypływa z pojezierzy i meandrując płynie nadal w kierunku północno-zachodnim. Na 53 kilometrze w miejscowości Rościno znajduje się zapora spiętrzająca z elektrownią wodną. W okolicach miejscowości Pustary rzeka wpływa w Pobrzeże Koszalińskie i dość prostym, dolnym odcinkiem płynie do Kołobrzegu, gdzie uchodzi do Bałtyku.
Miasta położone nad Parsętą: Białogard, Karlino, Kołobrzeg.

## Zagospodarowanie

### Gospodarka rybacka
Administratorem wód Parsęty jest Regionalny Zarząd Gospodarki Wodnej w Szczecinie. Utworzył on obwód rybacki, obejmujący wody rzeki od źródeł do granicy wód śródlądowych z morskimi wodami wewnętrznymi. Do obwodu włączone są także wody dopływów Parsęty niestanowiących dwudziestu innych oddzielnych obwodów z wyłączeniem wód obiektów stawowych. Gospodarzem obwodu Parsęty jest Związek Miast i Gmin Dorzecza Parsęty w Karlinie.
Od 1997 roku na rzece odbywają się Otwarte Ogólnopolskie Zawody Spinningowe „Salmo Parsęty”. Zawody są jednocześnie zakończeniem sezonu wędkarskiego połowu troci wędrownych i łososi, które właśnie rozpoczynają okres godowy.

### Port

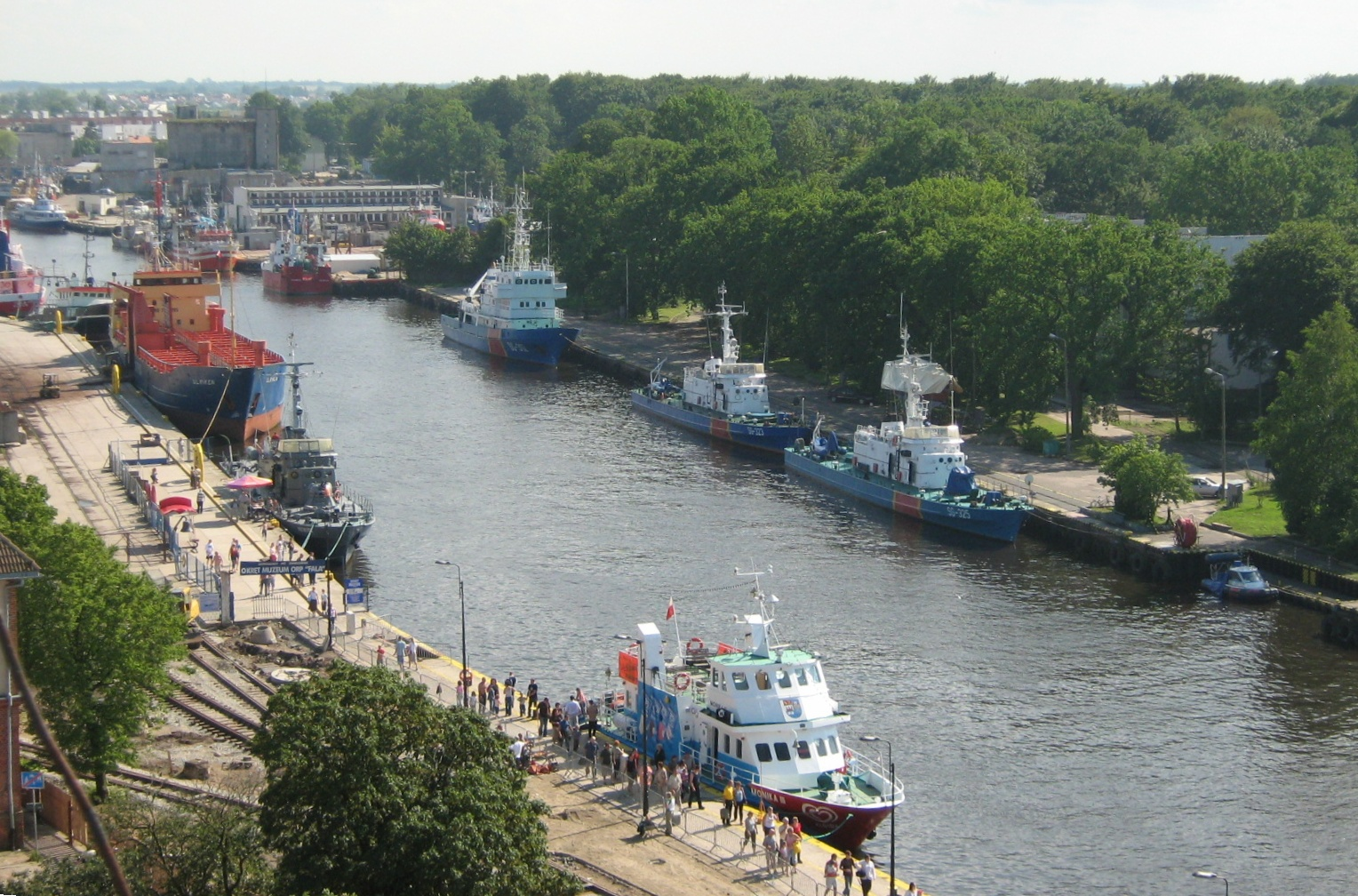
Kanał portowy w Kołobrzegu

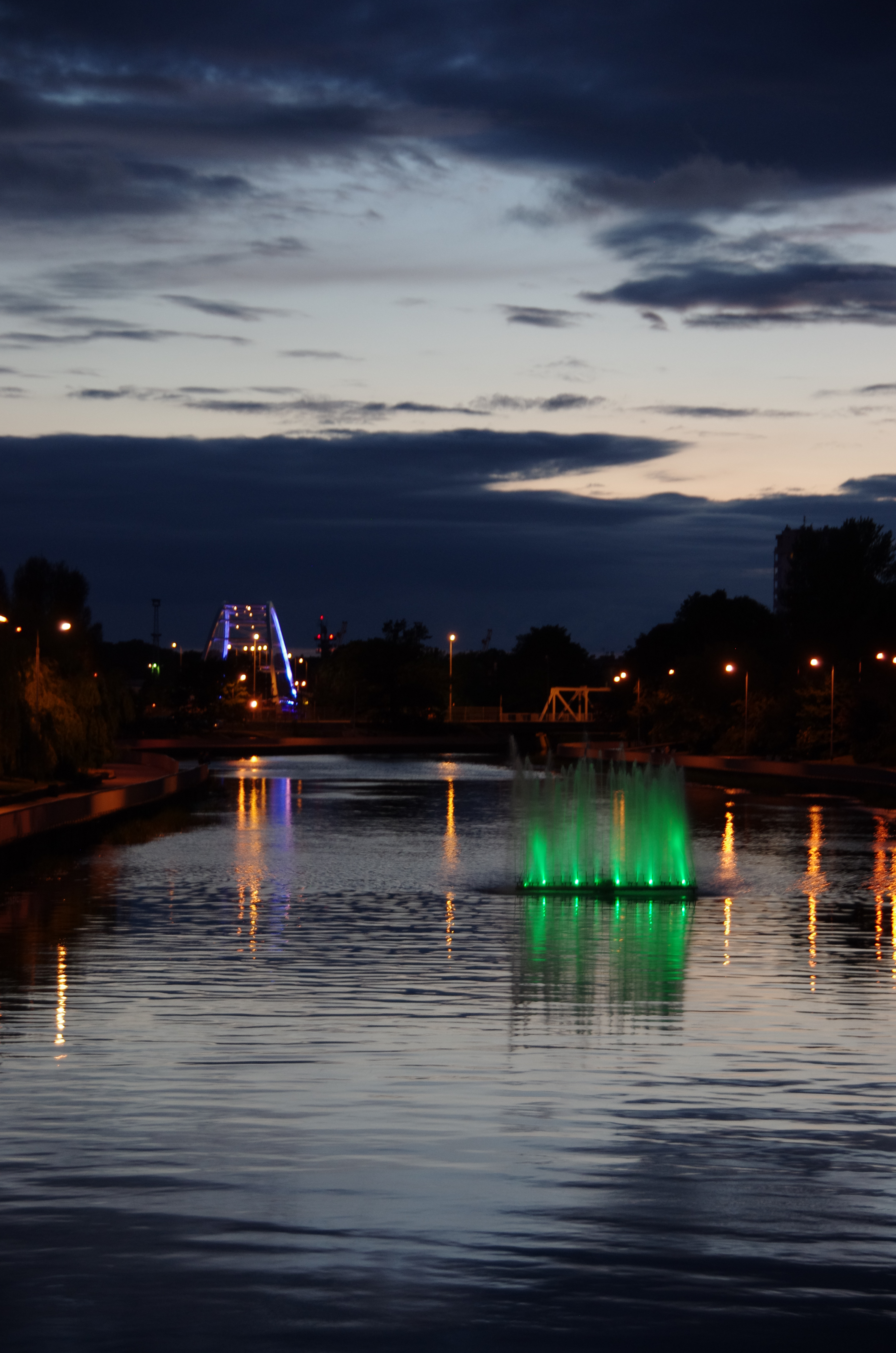
Parsęta w Kołobrzegu

Od północno-zachodniej krawędzi mostu kolejowego w Kołobrzegu ulicy Solnej, ujściowy odcinek Parsęty został określony jako morskie wody wewnętrzne. Przy ujściu rzeki zlokalizowany jest port morski Kołobrzeg, gdzie Parsęta wraz z Kanałem Drzewnym pełnią funkcję akwatorium i kanału wejściowego do portu. Przy nabrzeżach Parsęty cumują statki wodne.

### Hydroenergetyka
Na 53,0 km rzeki pod Rościnem zbudowano małą elektrownię wodną, którą oddano do eksploatacji w 1936 r. Łączna moc elektrowni wynosi 418 kW.
We wsi Storkowo w 116,3 km biegu Parsęty zlokalizowana jest mała elektrownia wodna o mocy 20 kW.
Na stopniu wodnym w 121,2 km biegu rzeki w osadzie Pustkowie znajduje się mała elektrownia wodna wyposażona w turbinę typu Francisa oraz turbinę skrzydełkową, która ma łączna moc do 35 kW.

## Ochrona przyrody
Siedliska doliny rzecznej Parsęty są objęte specjalnym obszarem ochrony siedlisk „Dorzecze Parsęty”.
Ustanowiono obręb ochronny, gdzie zabrania się połowu oraz czynności szkodliwych dla ryb, a w szczególności naruszania urządzeń tarliskowych, dna zbiorników i roślinności wodnej, uprawiania sportów motorowodnych i urządzania kąpielisk – w okresie od 20 marca do 31 maja każdego roku. Obręb obejmuje odcinek Parsęty na długości 2830 m od punktu stanowiącego początek Kanału Drzewnego w rejonie miejscowości Budzistowo do mostu kolejowego w Kołobrzegu na ul. Solnej.
Na morskich wodach wewnętrznych rzeki Parsęty w granicach portu Kołobrzeg został ustanowiony okresowy obwód ochronny dla troci wędrownej i łososia, który obowiązuje od 15 września do 31 grudnia każdego roku. Wprowadzono ograniczenie w sportowym połowie ryb, polegające na zakazie połowu metodą spinningową na wodach portowych.
W ujściu rzeki Parsęty w półkolu zakreślonym promieniem długości 500 m w kierunku morza ze wschodniej głowicy wejścia do portu Kołobrzeg został ustanowiony stały obwód ochronny, gdzie obowiązuje zakaz połowu organizmów morskich. 
W 1992 roku powołano Związek Miast i Gmin Dorzecza Parsęty, zrzeszający 23 gminy w dorzeczu Parsęty i jego sąsiedztwie. Związek przyjął sobie za cel podejmowanie wspólnych przedsięwzięć w zakresie ochrony wód, ziemi, powietrza i krajobrazu oraz ukierunkowywanie rozwoju gospodarczego terenu swoich członków w oparciu o naturalne walory przyrodnicze i środowiskowe.
Zostało także powołane Towarzystwo Miłośników Parsęty, które wyznaczyło sobie za cel dążenie do zachowania dziewiczego charakteru Parsęty, naturalnych jej walorów oraz poprawy stanu czystości wody.

## Jakość wód
| Punkt pomiarowy                    | Km rzeki | Ocena elementów fizykochemicznych | Ocena elementów biologicznych | Potencjał/stan ekologiczny | Ogólny stan wód | Rok badań |
| ---------------------------------- | -------- | --------------------------------- | ----------------------------- | -------------------------- | --------------- | --------- |
| m. Stary Chwalim                   | 112,0 km | poniżej stanu dobrego             | III klasa                     | umiarkowany                | zły             | 2008      |
| Białogard                          | 59,9 km  | II klasa                          | III klasa                     | umiarkowany                | zły             | 2008      |
| powyżej ujścia Radwii (m. Karlino) | 45,0 km  | II klasa                          | I klasa                       | dobry                      | dobry           | 2008      |
| m. Bardy                           | 25,0 km  | II klasa                          | III klasa                     | umiarkowany                | –               | 2010      |
| ujście do morza (m. Kołobrzeg)     | 2,0 km   | II klasa                          | I klasa                       | dobry                      | dobry           | 2008      |

## Hydronimia

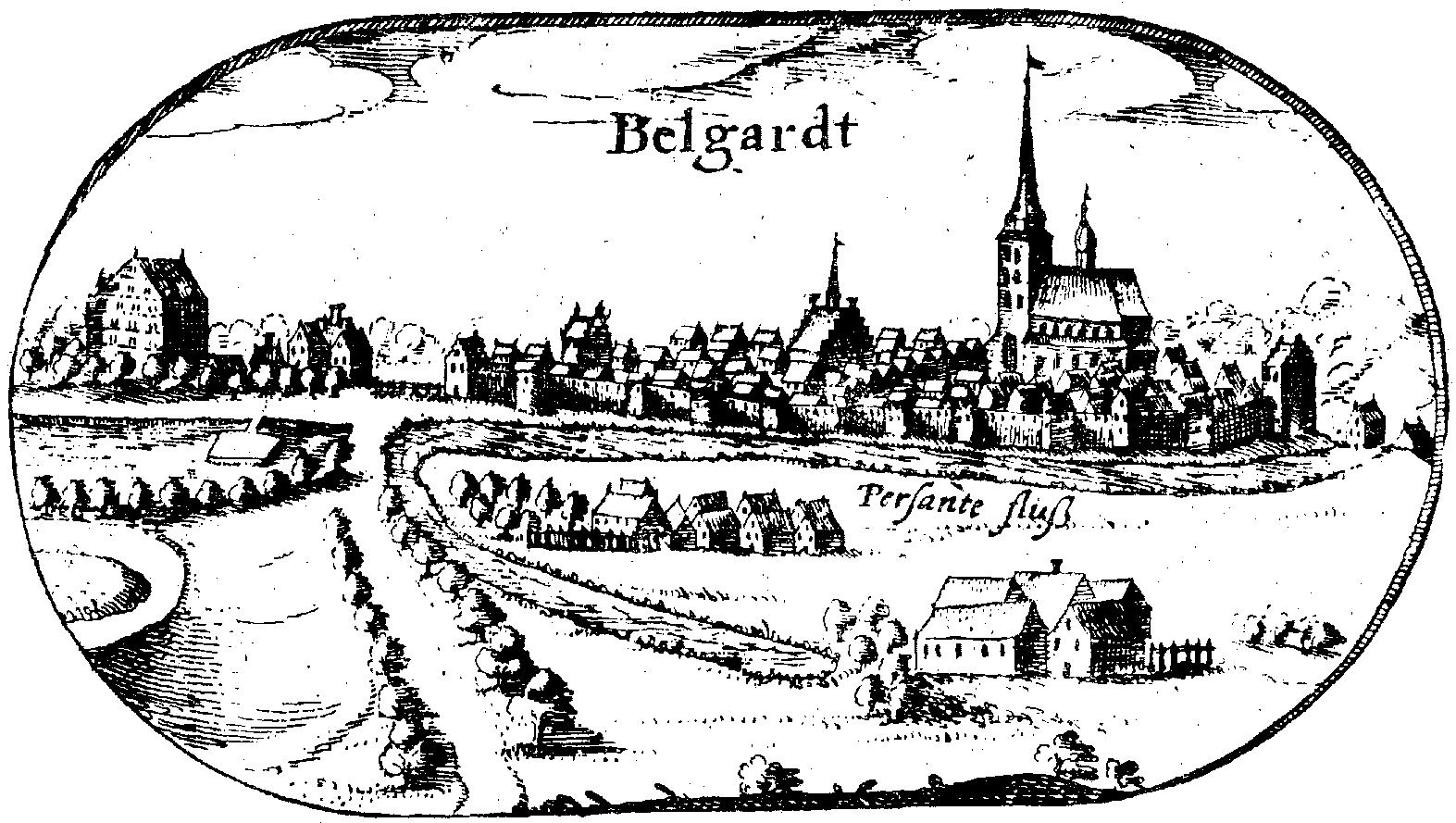
Parsęta wokół Białogardu na rycinie Lubinusa (1618)

Nazwa rzeki została odnotowana od XIII wieku: Parsandi 1159, Persandi 1179, Perszandi 1184, Persantam 1251, 1283 Persanta 1299 itd. W XVI i XVII wieku pojawiła się pisownia Parsante 1526, (1618), następnie w XIX wieku: Persanta 1880, Persanta, Prośnica 1887. Na polskiej mapie wojskowej z 1937 r. podano polski egzonim Prośnica na oznaczenie rzeki. 
Nazwę Parsęta wprowadzono urzędowo w 1948 roku, zastępując poprzednią niemiecką nazwę rzeki – Persante.
Nie wyjaśniono pochodzenia nazwy rzeki, jednak istnieje kilka hipotez. Najpierw przedstawiano ją jako iliryjską, później bałtycką. Badacze starych języków europejskich przyjmują formę wyjściową Persanta i wyprowadzają ją od indoeuropejskiego pierwiastka *pers– (pryskać) z właściwym hydronimii staroeuropejskiej formantem –anta. Hipoteza słowiańska wywodzi nazwę rzeki od rzeczownika parsę (z fonetyką pomorską), prasłowiańskiego porsę (prosię), zaliczając ją do typu nazw odzwierzęcych (jak np. Bobrza od bóbr). Jednak żadna z hipotez nie wyjaśnia w sposób wyczerpujący etymonu nazwy i jej budowy słowotwórczej.

## Szlak kajakowy
Parsęta jest szlakiem kajakowym. Na odcinku od Białogardu do Kołobrzegu – łatwym, dostępnym dla turystyki masowej. W odcinku górnym i środkowym (do Byszyna) jest to szlak miejscami bardzo trudny i uciążliwy – liczne zwalone drzewa, rozgałęzione wierzby, przewężenia, boczny nurt i gwałtowne zakręty. Konieczne są tu długie przenoski, w tym ponad 50-metrowe.